# 井上龍也
井上 龍也（いのうえ たつや、1976年12月3日 - ）は日本のライター、お好み焼き愛好家。

## 経歴
広島県江田島市出身。広島県立広島皆実高等学校卒業。陸上部の主将を務めた。
2017年3月、静岡県沼津市の山の中で立ち尽くしていた。身元を示すものは持っておらず、翌日警察に保護され市内の病院へ入院。そこで心理的なストレスからなる記憶障害の「全生活史健忘」であると診断された。
その後保護された場所などから港高尾の仮名をつけ生活。一か月後に、広島県で母親と名乗る人物からの捜索願が出ていることを知る。DNA鑑定などで親子関係が認められ、広島へ帰った。その際に本名を知ったと言う。
記憶が戻るかもしれないと、昔趣味であった食べ歩きを再開した。その食べ歩きのなかでお好み焼きの魅力に気づいた。
2019年、広島県営の情報サイト「日刊わしら」にてお好み焼きの具材や店主との会話などを広めることになった。2023年6月には福岡県のウェブアプリの開発会社から声がかかり、お好み焼き専用の検索サイト「まいおこ」が誕生。講評を行なっている。
同年、「マツコの知らない世界」に出演。
その他、「HITひろしま観光大使」を務め、「イマナマ!」（RCCテレビ）などのメディアを通してお好み焼きを発信している。
2024年には「おいしい広島 食べんさい店グランプリ」の審査員を務めた。
年間で食べるお好み焼きの枚数は400枚以上。